# Nowa Mysz

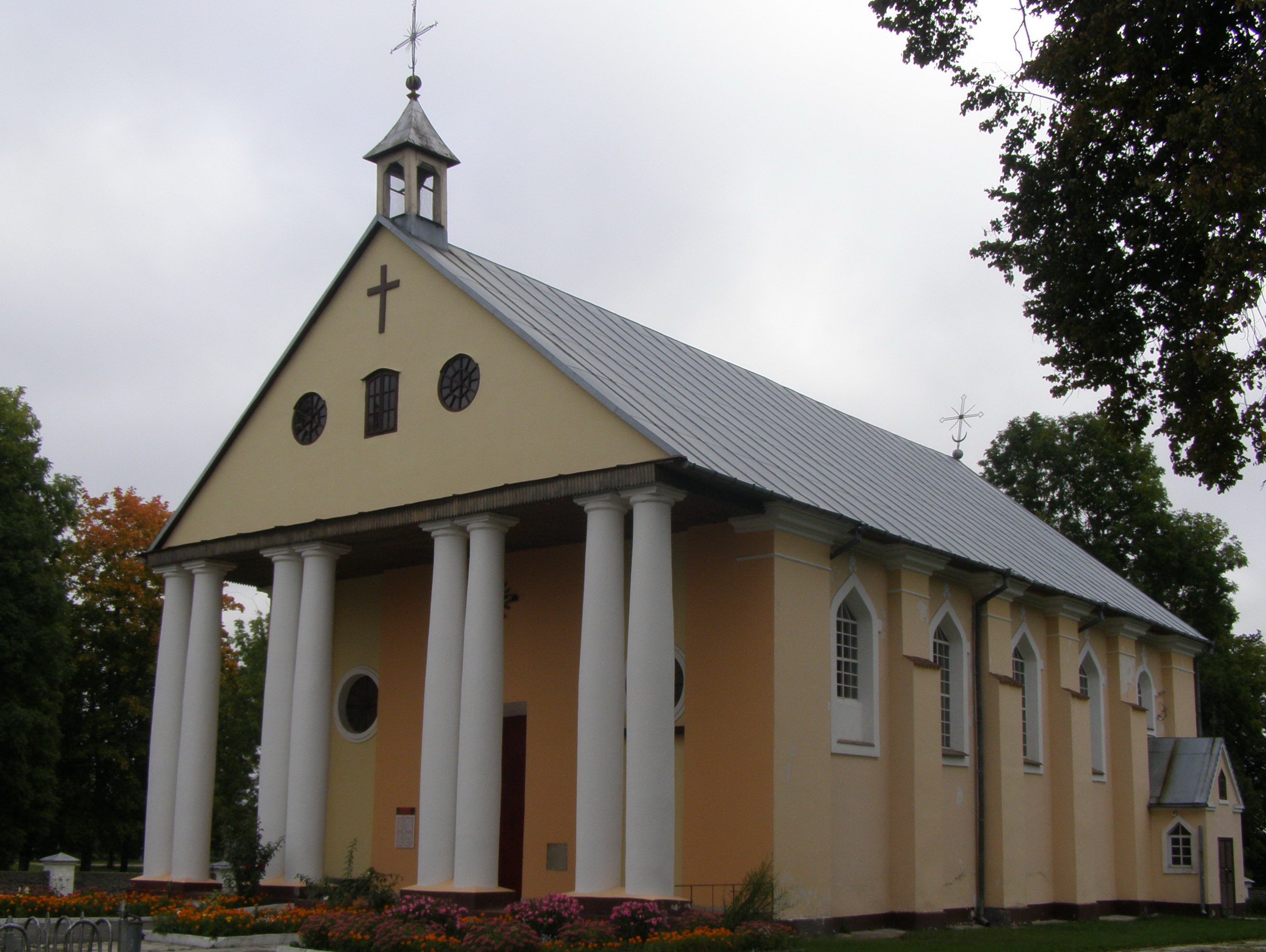
Kościół katolicki z 1825 r.

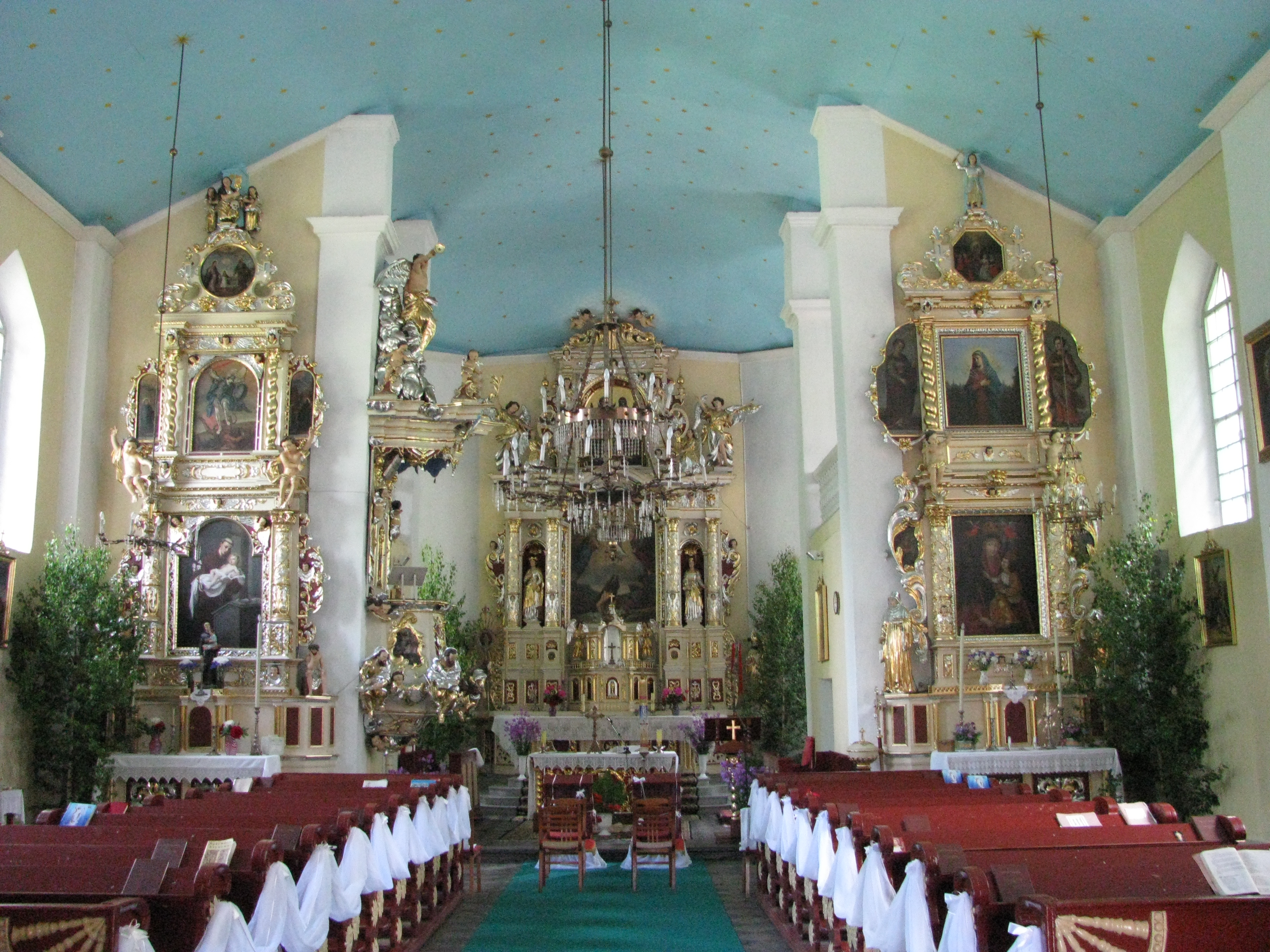
Ołtarze barokowe z XVII w

Nowa Mysz (biał. Новая Мыш) – wieś (dawniej miasteczko) na Białorusi, w obwodzie brzeskim, w rejonie baranowickim. Miejscowość w 2009 roku liczyła 1370 mieszkańców.

## Historia
Powstała kilka kilometrów na południe od osady Stara Mysz, znajdującej się przy zamku rodu Chodkiewiczów z XVI w. Miejscowość została całkowicie spalona podczas wojny z Moskwą rozpoczętej w 1654 roku. W 1666 roku nabył ją bohaterski obrońca twierdzy w Lachowiczach kasztelan Mikołaj Władysław Judycki, który ufundował tu za sumę 105 tys. złotych klasztor i kolegium jezuickie działające do 1693 roku. W 1784 roku miasto wraz z majątkiem stało się własnością króla Stanisława Augusta Poniatowskiego. Po rozbiorze Polski w 1795 roku zostało wcielone do Rosji. W XIX wieku nastąpił wzrost ludności żydowskiej.
Za II Rzeczypospolitej Nowa Mysz wchodziła w skład woj. nowogródzkiego i powiatu baranowickiego. Była siedzibą gminy Nowa Mysz. W 1921 roku liczyła 1815 mieszkańców. Po wojnie Nowa Mysz weszła w struktury administracyjne Związku Radzieckiego i była siedzibą rejonu nowomyskiego.
Podczas okupacji hitlerowskiej, w lipcu 1941 roku Niemcy utworzyli getto dla żydowskich mieszkańców. Przebywało w nim około 800 osób. W czerwcu 1942 roku Niemcy zlikwidowali getto, a Żydów zamordowano. Sprawcami zbrodni było SD z Baranowicz oraz litewski oddział egzekucyjny. 

## Pod rządami Imperium Rosyjskiego
W wyniku trzeciego rozbioru Rzeczypospolitej Obojga Narodów Nowa Mysz znalazła się w granicach Imperium Rosyjskiego, gdzie stała się ośrodkiem gminy w powiecie nowogrodzkim. W 1825 roku wybudowano cerkiew Przemienienia Pańskiego z cegły. W 1842 roku odbyły się dwa jarmarki (1 września i 29 września), na których handlowano głównie produktami rolnymi i zwierzętami. W 1859 roku w mieście zbudowano drewnianą cerkiew Przemienienia Pańskiego, korzystając ze środków skarbu państwa oraz pomocy miejscowych chłopów. Parafia prawosławna liczyła około 3500 wiernych, z których jedynie około 10% umiało czytać i pisać.
W latach 60. XIX wieku w miasteczku było 132 gospodarstw domowych, kościół, kościół katolicki, żydowski dom modlitwy, odbywały się cotygodniowe targi i doroczny jarmark.
W pierwszej połowie lat 80. XIX wieku w miasteczku było około 160 gospodarstw domowych, 1030 mieszkańców, kościół, szkoła publiczna (otwarta w 1862 r.), urząd rządowy, kościół katolicki, synagoga, 3 szkoły żydowskie, szpital, 21 sklepów, browar, cegielnia, młyn parowy i wiatraki. Istniały zawody: szewskie, krawieckie i kowalskie, zajmujące się wytwarzaniem rozmaitych przedmiotów z drewna.

## Czasy współczesne
Na początku XX wieku Nowaja Mysz była dużym, wielojęzycznym miastem, w którym działała szkoła publiczna, do której uczęszczało około 150 dzieci (w tym zaledwie 25 dziewczynek). Był tam punkt werbunkowy i apteka.
Podczas I wojny światowej Nowaja Mysz była okupowana przez wojska niemieckie. Na mocy Traktatu Ryskiego z 1921 roku miasto znalazło się w granicach międzywojennej Rzeczypospolitej, gdzie stało się stolicą gminy powiatu baranowickiego województwa nowogródzkiego.
W 1939 r. Nowaja Mysz stała się częścią BSRR. Od 15 stycznia 1940 r. centrum obwodu baranowickiego. Następnie status osady został zdegradowany do statusu wioski. Od 12 października 1940 roku wieś stała się siedzibą rady wiejskiej o tej samej nazwie.
Podczas Wielkiej Wojny Ojczyźnianej, od końca czerwca 1941 do 8 lipca 1944 roku, wieś była okupowana przez okupantów hitlerowskich, zginęło 6 osób, a 51 domów zostało zniszczonych[1]. Naziści spędzili Żydów ze wsi do getta, a latem 1942 r. wszyscy zostali zamordowani – około 2000 osób. Podczas wyzwalania wsi wyróżnił się dowódca i artylerzysta Michaił Akimow, który zniszczył 5 czołgów wroga, zniszczył 50 okupantów i utrzymał linię do przybycia głównych sił swojego oddziału. Za ten wyczyn Akimow został 25 września 1944 roku odznaczony tytułem Bohatera Związku Radzieckiego.
Od 8 stycznia 1954 w obwodzie brzeskim. 20 maja 1954 roku utraciło status ośrodka rejonowego (przeniesiono je do Baranowicz).
W 1996 roku w Nowej Myszy odsłonięto pomnik ku czci poety i folklorysty Jana Czechota. W 1998 roku we wsi było 691 gospodarstw domowych.

## Infrastruktura
W Nowej Myszy znajduje się oddział Baranowickiej Fabryki Zabawek Dziecięcych, komitet wykonawczy rady wiejskiej, majątek kołchozowy, warsztaty mechaniczne, ośrodek usługowy, urząd pocztowy i kasa oszczędnościowa, szpital, automatyczna centrala telefoniczna, stacja hodowlana, klinika weterynaryjna, Państwowy Kolegium Rolnicze w Nowomysz (dawniej szkoła zawodowo-techniczna mechanizacji rolnictwa), szkoła średnia i muzyczna, żłobek i przedszkole, dom kultury, biblioteka, apteka, stołówka i 2 sklepy.

## Religia
We wsi działają:
- parafia Przemienienia Pańskiego (prawosławna)[6]
  - cerkiew Przemienienia Pańskiego[7];
- parafia Przemienienia Pańskiego (rzymskokatolicka)
  - kościół Przemienienia Pańskiego[8].

## Pomniki
W 1932 roku przy wjeździe na rynek odsłonięto pomnik marszałka Piłsudskiego. Zniszczony przez sowietów w 1939 roku.
W 1989 lub 1990 roku obok wejścia do kościoła w Nowej Myszy został ustawiony czterometrowy drewniany krzyż bez napisu. Miał on upamiętniać ofiary sowieckich deportacji 1940 roku. Inicjatorem wzniesienia pamiątki był ówczesny proboszcz Walentyn Nowak, pomysł poparła też miejscowa ludność. Krzyż ustawiony został bez zgody władz, co doprowadziło do konfliktów. Aby zapobiec jego uszkodzeniu, przeniesiono go później na ścianę świątyni, gdzie znajduje się do dziś.

## Zabytki
- kościół katolicki pw. Przemienienia Pańskiego z 1825 roku. We wnętrzu bogate wyposażenie przeniesione z kościoła benedyktynek w Nieświeżu, w tym trzy barokowe ołtarze z XVII wieku, rokokowa ambona z 1757 roku i rokokowe organy z 1762 roku.
- resztki polskiego cmentarza z XIX wieku
- karczma murowana
- drewniana cerkiew prawosławna pw. Przemienienia Pańskiego z 1859 roku
- synagoga
- szkoła polska z 20-lecia międzywojennego
- gorzelnia w stylu neogotyckim w Starej Myszy
- wały zamku Chodkiewiczów w Starej Myszy
- resztki alei dworskiej w Starej Myszy